# S5 0014 + 81
S5 0014 + 81 è un blazar, lontano, compatto, iperluminoso, ad ampio assorbimento; un quasar lineare o blazar che si trova vicino alla regione ad alta declinazione della costellazione di Cefeo. Secondo uno studio di Gabriele Ghisellini et al. contiene, al 2010, il buco nero con la maggior massa conosciuta, pari a circa 4×1010 M⊙. S5 0014 + 81 è uno dei quasar più luminosi attualmente noti, che emette una potenza pari a 1041 watt, che equivale a una magnitudine assoluta bolometrica di -31,5. Se fosse alla distanza di 255 anni luce renderebbe il cielo luminoso come il Sole, pur essendo la distanza ipotizzata 16 milioni di volte più lontana. La luminosità del quasar è quindi circa pari 260.000 miliardi di volte il Sole, più di 25.000 volte maggiore di tutte le stelle della Via Lattea combinate. Questo quasar è uno degli oggetti più potenti dell'universo conosciuti, tuttavia, a causa della sua grande distanza, forse vicina ai 12 miliardi di anni luce, non è visibile ad occhio nudo e quindi può essere studiato solo da potenti telescopi o radiotelescopi. Il buco nero centrale del quasar divora enormi quantità di materia, equivalenti a 4000 masse solari di materiale circa all'anno. Il quasar è anche una forte sorgente di raggi gamma, raggi X e onde radio.